# Hibiscus syriacus
L'ibisco cinese (Hibiscus syriacus L.) è una pianta della famiglia delle Malvacee, originaria non della Siria, come poteva pensare Linneo, ma dell'Estremo Oriente.

## Descrizione
Rustiche e resistenti al freddo, a foglie decidue, dalla ricca fioritura estiva con fiori bianchi, rosa, viola e lilla, coltivate anche ad alberello, vengono utilizzate come piante ornamentali nei giardini e nei vasi sui terrazzi, come alberelli isolati o per la realizzazione di siepi fiorite.
L'arbusto è rustico e dal portamento molto ramificato, ha foglie di forma ovale e colore verde scuro, con il margine dentato o trilobate. Può crescere fino a 3 metri di altezza.
Da luglio a ottobre produce fiori larghi circa 7–8 cm dalle tonalità variabili dal bianco al porpora. I fiori durano un giorno circa, ma vengono continuamente sostituiti.
È pianta visitata dalle api sia per il nettare che per il polline.

## Storia
Nativa del sudest della Cina e diffusa in gran parte dell'Estremo Oriente, fu importata dall'Asia nel XVI secolo, si diffuse in Europa, dove in un primo momento venne ritenuta pianta da serra, e solo successivamente, verso la fine del 1600, pianta da piena terra.
Dall'Inghilterra giunse alle colonie americane, dove viene spesso chiamata "Rosa di Sharon".

## Coltivazione
Tollera temperature fino a -20 °C, ma gradisce climi caldi e temperati. Non ama l'ombra, e per la fioritura migliore necessita di esposizione in pieno sole. Non richiede particolari potature. Si riproduce per semina (ma con risultati non prevedibili sul colore per via dell'ibridazione) o per talea.

## Varietà in commercio
Negli anni sono state sviluppate centinaia di cultivar con colorature variatissime, a tinte monocromatiche o variegate, fiore singolo o fiore doppio. Tra le più diffuse:
- Ardens, fiori doppi di colore rosa con macchie viola;
- Blue Bird o Oiseau Bleu, fiori color Genziana;
- Celeste, fiori azzurri;
- Dorothy Crane, fiori bianchi dal centro cremisi;
- Jeanne d'Arc, fiori doppi di colore bianco.
- Dansim, fiori bianchi, rossi, viola o blu e centro viola intenso;
- Baedal, fiori bianchi;
- Asadal, fiori bianchi e centro rosso intenso che sfuma in un rosato andando verso il bordo dei petali.[3]

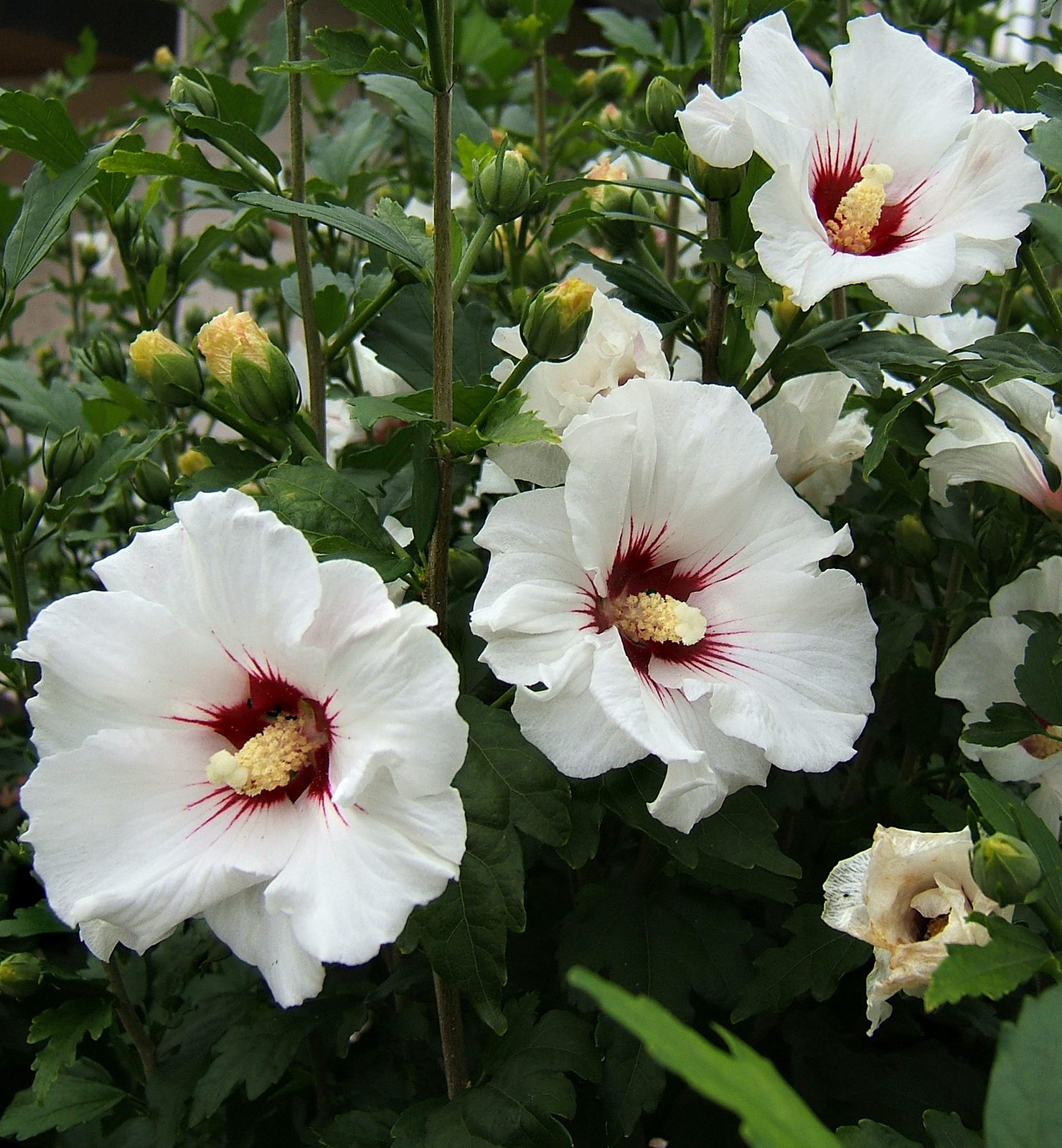
var. Dansim
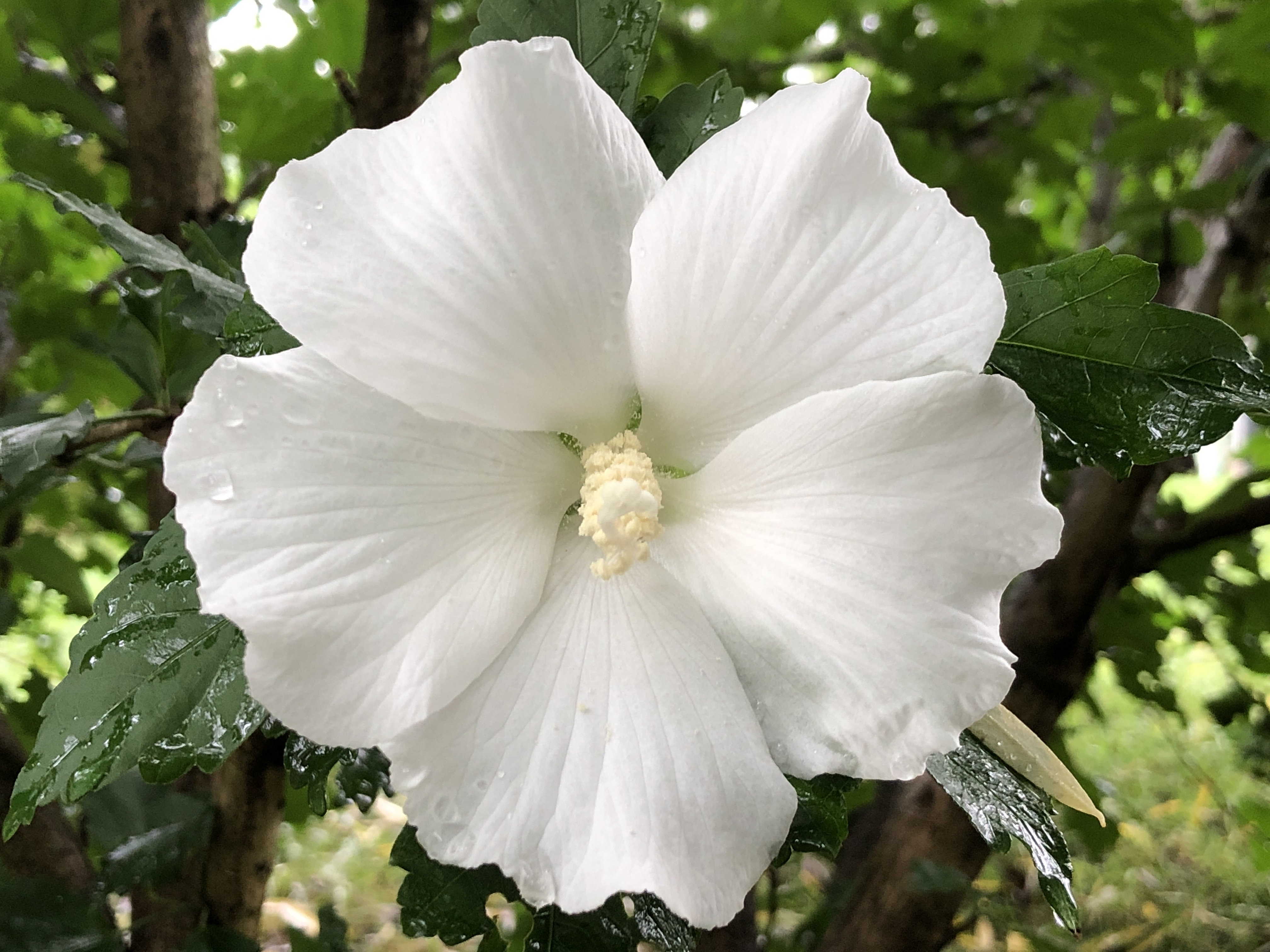
var. Baedal
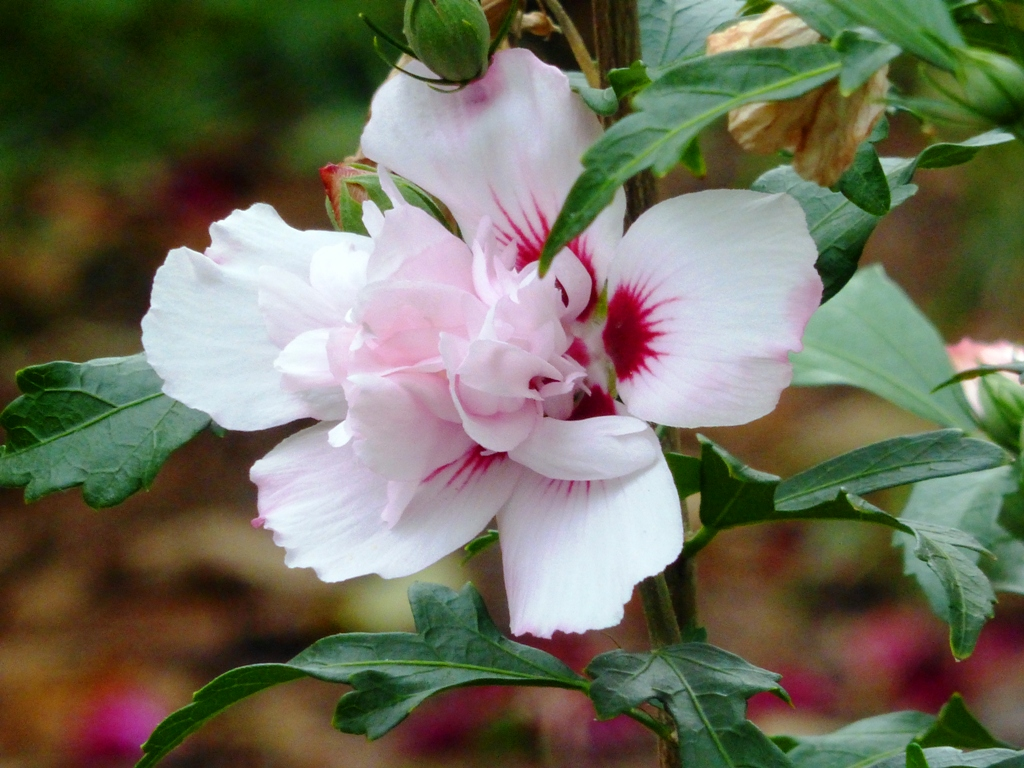
var. Asadal

## Altri usi
L'ibisco, soprattutto nella sua varietà rossa, è molto usato anche in ambito culinario. È ingrediente tipico di alcuni tè, inizialmente diffuso principalmente in Cina e Tailandia, attualmente anche nel resto del continente asiatico; è presente anche in alcuni cibi.

## Benefici
Studi scientifici hanno riscontrato che il consumo di ibisco, opportunamente preparato e dosato, dimostra effetti benefici come l'abbassamento della pressione sanguigna, in persone soggette a valori di pressione alta, e l'abbassamento della temperatura corporea.

## Simbologia

Emblema della Corea del Sud con l'ibisco cinese.

L'ibisco cinese è il fiore nazionale della Corea del Sud, dov'è conosciuto con il nome comune di mugunghwa (무궁화?), che deriva da mugung, ovvero eternità, e significa "fiore eterno che non scompare mai". I documenti storici attestano che crescesse in queste zone anche prima dell'era Gojoseon, durante la quale era conosciuto come "fiore dal cielo", ma solo in questo periodo iniziò ad avere una reale rilevanza, che si consolidò con l'avvento del regno di Silla, il quale era chiamato anche Geunhwahyang, ovvero "Regno dei mugunghwa". Gli antichi abitanti della Cina conoscevano la Corea proprio come "terra dei saggi dove fiorisce il mugunghwa".
Durante il periodo della colonizzazione giapponese, l'ibisco divenne simbolo di forza e resistenza al punto che i coreani vollero piantarne centinaia a testimonianza della loro voglia di indipendenza. Il patriota Namgung Eok cercò di dar vita alle "colline delle rose di Sharon" inviando centinaia di migliaia di fiori alle organizzazioni ed alle strutture della sua città natale, iniziativa che, considerata ribelle dai colonizzatori giapponesi, gli fece scontare otto mesi di carcere. L'ibisco cinese è stato ufficialmente adottato come fiore nazionale nel 1945, dopo la liberazione della Corea dal dominio giapponese. Dalla fine del XIX secolo è stato incluso all'interno dell'inno nazionale:
È presente all'interno dell'emblema nazionale della Repubblica di Corea, oltre che in quelli del Presidente e della Corte Suprema.